# Базилика Фулвия
Базиликата Фулвия (на латински: Basilica Fulvia) е древна базилика в Древен Рим. Според Ливий (40.51) тя е построена през 179 пр.н.е. от цензорите Марк Емилий Лепид и Марк Фулвий Нобилиор (на него е наречена). Наричала се е първо Basilica Aemilia et Fulvia. По-късно през 80 - 78 пр.н.е. базиликата е разширена от консула Марк Емилий Лепид и през късната Римска република е наречена Базилика Емилия.